# مطار هايكو ميلان الدولي
مطار هايكو ميلان الدولي (بالإنجليزية: Haikou Meilan International Airport)‏ (إياتا: HAK، إيكاو: ZJHK) يقع في مدينة هايكو في جمهورية الصين الشعبية. يقع على بعد 25 كيلومترًا (16 ميلًا) جنوب شرق وسط المدينة وافتتح في عام 1999، ليحل محل مطار داينغشان القديم الواقع على طول ما يُعرف الآن بشارع غوكسينغ في المدينة. تشغل المطار شركة مطار هاينان ميلان الدولي المحدودة.
صنف مطار هايكو ميلان الدولي في المرتبة العشرون في الصين من حيث عدد الركاب عام 2011 وفقًا لإدارة الطيران المدني في الصين، حيث تعامل مع 10,167,818 راكب، وبلغ إجمالي حركة الطائرات (القادمة والمغادرة) 83,057 طائرة وقد بلغت كمية البضائع المنقولة عبر المطار 97,827 طن.

## شركات الطيران والوجهات

### الركاب
| شركـات طيـران             | الوجهات |
| ------------------------- | --- |
| 9 Air                     | مطار تشانغشا هوانغوا الدولي، مطار قوانغتشو باييون الدولي، مطار قوييانغ لونغدونغابو الدولي، مطار هاربين الدولي، مطار لانتشو تشونغ تشوان، مطار نانجينغ الدولي، مطار ريتشاو |
| Air Busan                 | Busan |
| Air Chang'an              | Bazhong، مطار شيان شيانيانغ الدولي، مطار شينغي |
| طيران الصين               | مطار بكين العاصمة الدولي، مطار تشنغدو تيانفو الدولي، مطار تشونغتشينغ جيانغبى الدولي، مطار هوهوت بايتا الدولي، مطار شانغهاي بودنغ الدولي، مطار ووهان الدولي |
| Air Guilin                | مطار فوتشنغ بيهاي، مطار تشنغدو تيانفو الدولي، مطار تشونغتشينغ جيانغبى الدولي، مطار قويلين يانغ جيانغ الدولي، مطار هوايان ليانشوي، مطار جينان الدولي، مطار لانتشو تشونغ تشوان، مطار لونغنان جينتشيو، مطار نانشونغ غاوبينغ، مطار تانغشان سانوهي، مطار شينينغ الدولي، مطار سوزهو جوانين، Yulin (Guangxi) ‏، مطار تشانغجياجيه هيهوا |
| خطوط آسيانا الجوية        | مطار إنتشون الدولي |
| Batik Air                 | عارض: مطار سوكارنو هاتا الدولي |
| باتيك إير ماليزيا         | مطار سيناي الدولي، مطار كوالالمبور الدولي، مطار بينانق الدولي عارض: Kuching |
| خطوط العاصمة بكين الجوية  | مطار بكين داشينغ الدولي، مطار تشانغتشون الدولي، مطار تشانغشا هوانغوا الدولي، مطار تشنغدو تيانفو الدولي، مطار تشونغتشينغ جيانغبى الدولي، Dazhou، مطار إينشي شوجيابينغ، مطار قويلين يانغ جيانغ الدولي، مطار هانغتشو شياوشان الدولي، مطار هاربين الدولي، مطار حيفي شينكياو الدولي، Heze، مطار هوهوت بايتا الدولي، مطار جينان الدولي، مطار ليني شوبولينغ، مطار ميانيانغ نانيجو، مطار نانتشانغ تشانغبى الدولي، مطار نانجينغ الدولي، مطار نانينغ وشو الدولي، مطار نينغبو ليش الدولي، مطار غينغادو جياودونغ الدولي، مطار شنيانغ الدولي، مطار شيجياتشوانغ تشنغدينغ الدولي، مطار ووهان الدولي، مطار شيان شيانيانغ الدولي، مطار نانيانغ يانتشنغ، مطار تشنغتشو الدولي |
| Cambodia Angkor Air       | مطار بنوم بنه الدولي |
| كاثي باسيفيك              | مطار هونغ كونغ الدولي |
| Chengdu Airlines          | مطار تشنغدو تيانفو الدولي، مطار هانغتشو شياوشان الدولي، Lianyungang، مطار شنيانغ الدولي، مطار ونزهو يونجقيانج الدولي، مطار نانيانغ يانتشنغ |
| الخطوط الجوية الصينية     | مطار تايوان تاويوان الدولي |
| خطوط شرق الصين الجوية     | مطار بكين داشينغ الدولي، مطار نانتشانغ تشانغبى الدولي، مطار شانغهاي بودنغ الدولي، مطار تاييوان وسو الدولي، مطار ووهان الدولي، مطار شيان شيانيانغ الدولي |
| طيران الصين اكسبرس        | Chenzhou، مطار تشونغتشينغ جيانغبى الدولي، مطار قوزهو، مطار يونغزهو لينغلينغ |
| خطوط جنوب الصين الجوية    | مطار بكين داشينغ الدولي، مطار تشانغتشون الدولي، مطار تشانغشا هوانغوا الدولي، مطار تشنغدو شوانغليو الدولي، مطار تشونغتشينغ جيانغبى الدولي، مطار داليان الدولي، مطار قوانغتشو باييون الدولي، مطار قوييانغ لونغدونغابو الدولي، مطار هانغتشو شياوشان الدولي، مطار هاربين الدولي، مطار جييانغ شاوشان، مطار كونمينغ جانغشوي الدولي، مطار لانتشو تشونغ تشوان، مطار نانجينغ الدولي، مطار نانينغ وشو الدولي، مطار شانغهاي بودنغ الدولي، مطار شنيانغ الدولي، مطار شينزين باوان الدولي، مطار تيانجين الدولي، مطار أورومتشي الدولي، مطار ونزهو يونجقيانج الدولي، مطار ووهان الدولي، مطار شيامن قاوتشي الدولي مطار ينتشوان هيدونج الدولي، مطار تشنغتشو الدولي، مطار تشوهاى جينوان |
| China United Airlines     | مطار بكين داشينغ الدولي، مطار اوردوس إيجين هورو |
| Colorful Guizhou Airlines | Dazhou، مطار قوييانغ لونغدونغابو الدولي، مطار يبين واليانجي |
| Donghai Airlines          | مطار تشانغشا هوانغوا الدولي، مطار هاربين الدولي، مطار نانتشانغ تشانغبى الدولي، مطار نانتونغ شينغ دونغ، مطار شينزين باوان الدولي، مطار ييتشانغ سانشيا، مطار تشوهاى جينوان |
| Fuzhou Airlines           | مطار فوتشو تشانغله الدولي، مطار نانجينغ الدولي، مطار سانمينغ شياتشيان، مطار شيامن قاوتشي الدولي |
| طيران جي إكس              | مطار تشنغدو تيانفو الدولي، Ezhou، مطار فويانغ شيغوان، مطار قانتشو هوانتشين، مطار هاندان، Heze، مطار جينينغ كوفو، مطار لانتشو تشونغ تشوان، مطار لويانغ الدولي، مطار لوئهو يونلونغ، مطار نانينغ وشو الدولي، مطار وانتشو وتشياو، مطار يفانغ نانيوان، Wuhu، مطار تشيانغ مينغانغ، مطار سوزهو جوانين، مطار ييتشانغ سانشيا |
| خطوط هاينان الجوية        | Ankang، مطار أنقينج تيانزهوشان، مطار فاليولو الدولي، مطار سوفارنابومي الدولي، مطار باوتو يرليبان، مطار بكين العاصمة الدولي، مطار تشانغتشون الدولي، مطار تشانغشا هوانغوا الدولي، مطار تشنغدو تيانفو الدولي، مطار تشونغتشينغ جيانغبى الدولي، مطار داليان الدولي، مطار فوتشو تشانغله الدولي، مطار قوانغتشو باييون الدولي، مطار قويلين يانغ جيانغ الدولي، مطار قوييانغ لونغدونغابو الدولي، مطار هايلار دونغشان، مطار هانغتشو شياوشان الدولي، مطار هاربين الدولي، مطار حيفي شينكياو الدولي، مطار هينغيانغ نانيوي، مطار هوهوت بايتا الدولي، مطار هونغ كونغ الدولي، مطار جينان الدولي، Jingzhou، مطار جيوجيانغ لوشن، مطار كونمينغ جانغشوي الدولي، مطار لانتشو تشونغ تشوان، مطار لينفين ياودو، مطار يوتشو بيلين، مطار لندن هيثرو، مطار ماكاو الدولي، مطار ملبورن الدولي، مطار نانتشانغ تشانغبى الدولي، مطار نانجينغ الدولي، مطار نانينغ وشو الدولي، مطار نينغبو ليش الدولي، مطار غينغادو جياودونغ الدولي، مطار جينجيانغ تشيوانتشو، مطار جزيرة يونغشينغ، مطار شانغهاي هونغكياو الدولي، مطار شانغهاي بودنغ الدولي، مطار شياوغويان غويتو، مطار شنيانغ الدولي، مطار شينزين باوان الدولي، مطار شيجياتشوانغ تشنغدينغ الدولي، مطار شانغي سنغافورة، مطار سيدني، مطار تاييوان وسو الدولي، مطار تيانجين الدولي، مطار أورومتشي الدولي، مطار ووهان الدولي، مطار شيامن قاوتشي الدولي، مطار شيان شيانيانغ الدولي، مطار شينينغ الدولي، مطار سوزهو جوانين، مطار ينتشوان هيدونج الدولي، Zhanjiang، مطار تشنغتشو الدولي، مطار تشوهاى جينوان |
| Hebei Airlines            | مطار شنيانغ الدولي، مطار شيجياتشوانغ تشنغدينغ الدولي، مطار زوني شينزهو |
| خطوط هونغ كونغ الجوية     | مطار هونغ كونغ الدولي |
| Jeju Air                  | مطار إنتشون الدولي |
| خطوط جيتستار آسيا الجوية  | مطار شانغي سنغافورة |
| Jiangxi Air               | مطار نانتشانغ تشانغبى الدولي |
| خطوط جونياو الجوية        | مطار نانجينغ الدولي، مطار شانغهاي هونغكياو الدولي، مطار شانغهاي بودنغ الدولي |
| Kunming Airlines          | مطار كونمينغ جانغشوي الدولي |
| ليون إير                  | عارض: مطار جواندا الدولي |
| طيران لونج                | مطار هاربين الدولي، مطار شانغينغ ليوجي |
| خطوط لاكي الجوية          | مطار تشنغدو تيانفو الدولي، مطار قانتشو هوانتشين، مطار هانغتشو شياوشان الدولي، مطار كونمينغ جانغشوي الدولي |
| خطوط طيران أوكاي          | مطار نانينغ وشو الدولي، مطار جينجيانغ تشيوانتشو، مطار شينزين باوان الدولي، مطار تيانجين الدولي، مطار نانيانغ يانتشنغ، مطار يانغزهو تايزهو، مطار ينتشوان هيدونج الدولي |
| Qingdao Airlines          | مطار تشانغتشون الدولي، مطار تشانغتشو بيننو، مطار لانتشو تشونغ تشوان، مطار نانتشانغ تشانغبى الدولي، مطار نانجينغ الدولي، مطار غينغادو جياودونغ الدولي |
| SCAT Airlines             | مطار ألماتي الدولي |
| سكوت للطيران              | مطار شانغي سنغافورة |
| خطوط شاندونغ الجوية       | مطار تشانغشا هوانغوا الدولي، مطار فوتشو تشانغله الدولي، مطار قويلين يانغ جيانغ الدولي، مطار هايلار دونغشان، مطار جينان الدولي، مطار نانتشانغ تشانغبى الدولي، مطار نينغبو ليش الدولي، مطار غينغادو جياودونغ الدولي، مطار قوزهو، مطار تايتشو وقياو، مطار يانتاي بينجلاي الدولي، مطار ييوو، مطار تشنغتشو الدولي |
| خطوط شانغهاي الجوية       | مطار جينغقانغشان، مطار شانغهاي هونغكياو الدولي، مطار شانغهاي بودنغ الدولي |
| خطوط شينزين الجوية        | مطار تشانغتشو بيننو، مطار هاربين الدولي، مطار نانتشانغ تشانغبى الدولي، مطار نانجينغ الدولي، مطار شنيانغ الدولي، مطار شينزين باوان الدولي، مطار سنن شوفانغ الدولي، مطار يشهون مينغيويشان، مطار تشنغتشو الدولي |
| خطوط سيتشوان الجوية       | مطار تشنغدو شوانغليو الدولي، مطار تشونغتشينغ جيانغبى الدولي، مطار هاربين الدولي، مطار نانينغ وشو الدولي، مطار تيانجين الدولي، مطار ونزهو يونجقيانج الدولي، مطار شيان شيانيانغ الدولي، مطار شيتشانغ تشينغشان |
| Thai Lion Air             | مطار دون موينغ، مطار يو تاباو الدولي |
| Thai VietJet Air          | مطار سوفارنابومي الدولي |
| خطوط تيانجين الجوية       | مطار تشانغده تاوهوايوان، مطار تشانغشا هوانغوا الدولي، مطار تشونغتشينغ جيانغبى الدولي، مطار داتونغ يونغانغ، مطار قانتشو هوانتشين، مطار قوييانغ لونغدونغابو الدولي، مطار هانغتشو شياوشان الدولي، مطار زيجانغ، مطار هويزهو بينجتان، مطار جييانغ شاوشان، مطار جينغدتشن جيا، مطار غايلي هوانغبينغ، مطار كونمينغ جانغشوي الدولي، Lianyungang، مطار ميشيان، مطار نانتشانغ تشانغبى الدولي، مطار نانجينغ الدولي، مطار نانينغ وشو الدولي، مطار نانيانغ جيانغ يينغ، مطار شانغهاي بودنغ الدولي، مطار تيانجين الدولي، مطار ونزهو يونجقيانج الدولي، مطار شيان شيانيانغ الدولي، مطار شيامن قاوتشي الدولي، Zhanjiang، مطار تشنغتشو الدولي، مطار تشوهاى جينوان، مطار زوني شينزهو |
| أورومتشي للطيران          | مطار ميانيانغ نانيجو، مطار أورومتشي الدولي |
| الخطوط الجوية الفيتنامية  | مطار نوي باي الدولي، مطار تان سون نهات الدولي |
| West Air ‏                 | مطار تشونغتشينغ جيانغبى الدولي، مطار حيفي شينكياو الدولي |
| خطوط زيامن الجوية         | مطار بكين داشينغ الدولي، مطار فوتشو تشانغله الدولي، مطار هانغتشو شياوشان الدولي، مطار هاربين الدولي، مطار جينجيانغ تشيوانتشو، مطار تيانجين الدولي، مطار شيامن قاوتشي الدولي |

### الشحن
| شركـات طيـران    | الوجهات                                            |
| ---------------- | -------------------------------------------------- |
| Air Incheon      | مطار إنتشون الدولي                                 |
| My Indo Airlines | مطار حليم بيردانكوسوما الدولي، مطار شانغي سنغافورة |